# غده

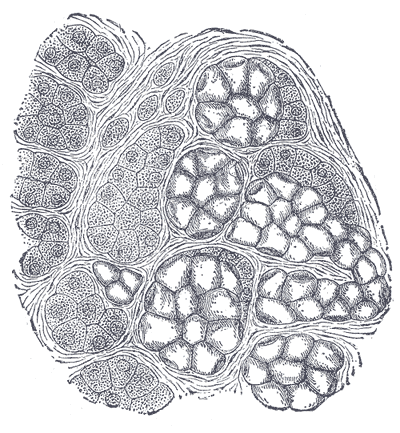
غده تحت فکی انسان.

بافت غدد بناگوشی. بزرگنمایی: 10x

بافت غدد تحت فکی. بزرگنمایی: 10x

بافت غدد تحت فکی. بزرگنمایی: 40x

بافت غدد زیرزبانی. بزرگنمایی: 10x

بافت پانکراس. بزرگنمایی: 4x

غُدّه (به انگلیسی: Gland) به اجتماعی از یاخته‌ها که جهت ترشح یا تراوش موادی که جز نیازمندی‌های متابولیک معمول آنها نیستند، اختصاص یافته‌اند، گفته می‌شود. غده مواد ترشحی خود را یا به بیرون می‌ریزد (آنزیم‌های غدد برون ریز مانند غدد بزاقی) یا به داخل بدن.
غده فرعی به توده کوچکی از بافت غده‌ای که در نزدیکی غده‌ای با ساختمان مشابه واقع شده‌است، گفته می‌شود.

## نگارخانه

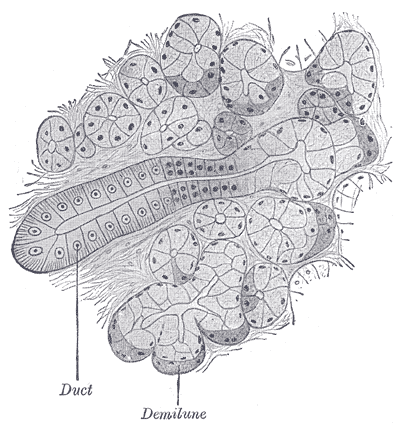
Section of submaxillary gland of kitten. Duct semidiagrammatic.
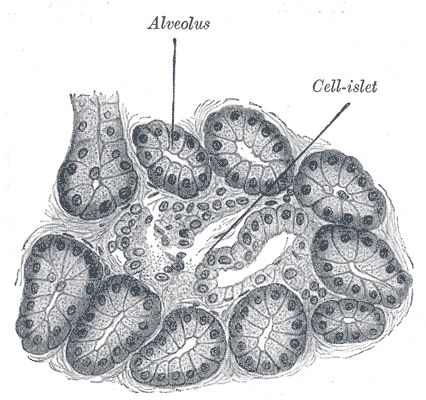
بخش لوزالمعده of dog. X 250.
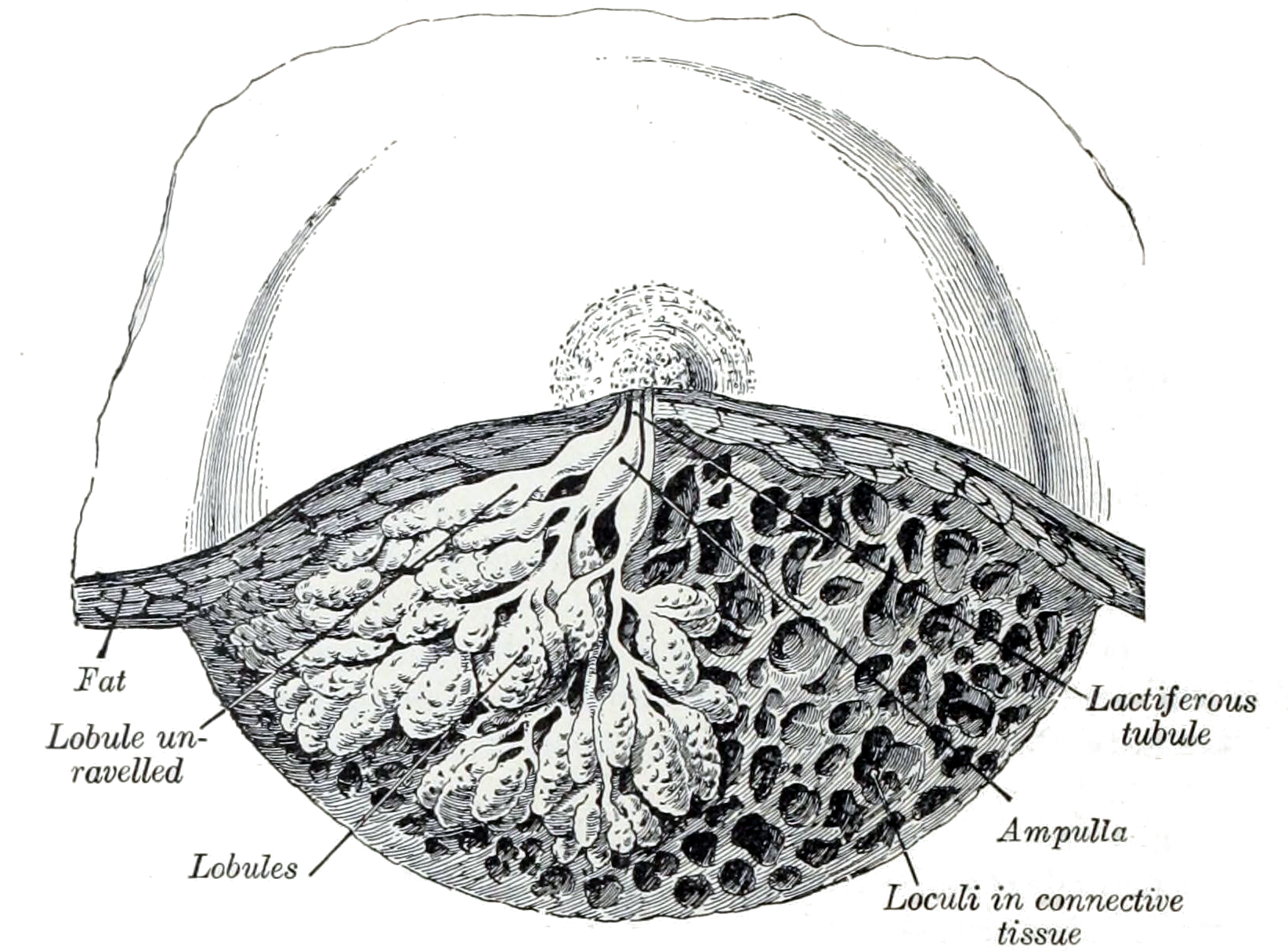
Dissection of a lactating پستان.
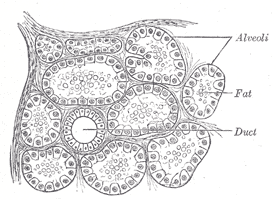
Section of portion of پستان.
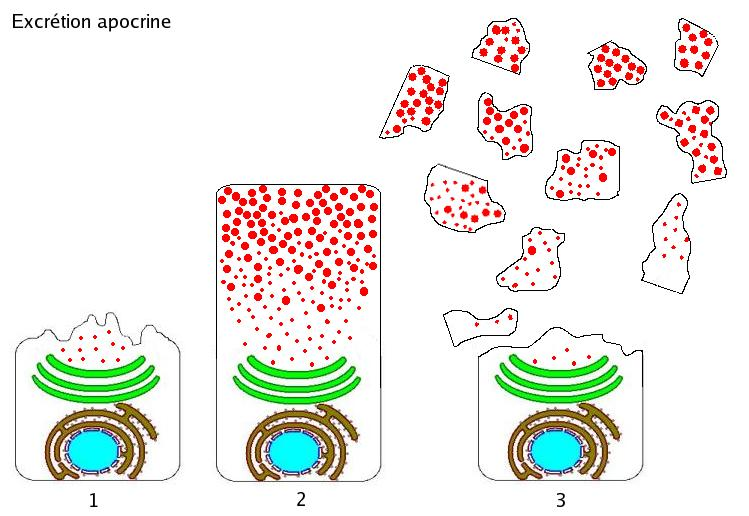
Apocrine
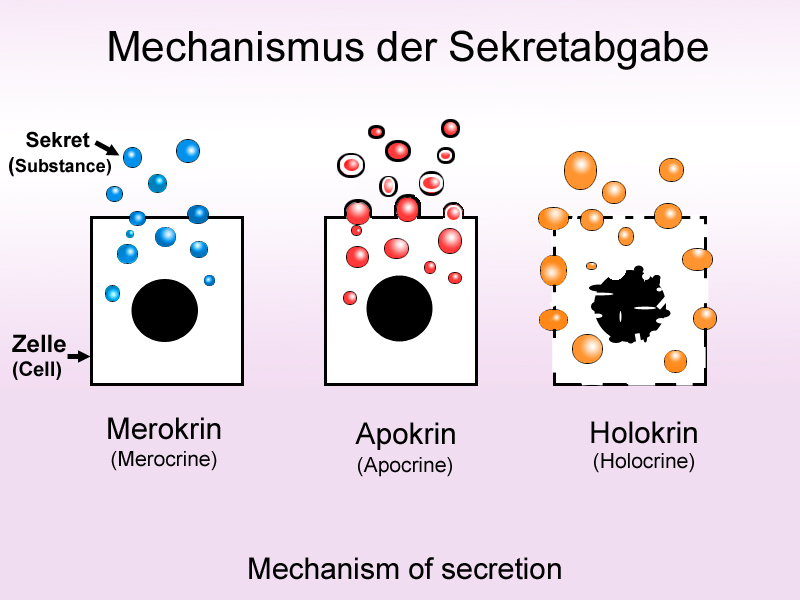
روش‌های ترشح